# Xã Mount Pleasant, Quận Lawrence, Missouri
Xã Mount Pleasant (tiếng Anh: Mount Pleasant Township) là một xã thuộc quận Lawrence, tiểu bang Missouri, Hoa Kỳ. Năm 2010, dân số của xã này là 922 người.